# George Simion
Geroge-Nicolae Simion (* 21. září 1986 Focșani) je rumunský politik, od roku 2020 poslanec parlamentu Rumunska a kandidát na prezidenta v prezidentských volbách v Rumunsku 2025. V prvním kole se umístil na prvním místě a postoupil do druhého kola, ve kterém ovšem prohrál. Je také spoluzakladatel a předseda rumunské konzervativní pravicové až krajně pravicové strany Svaz pro sjednocení Rumunů, jež je součástí evropské frakce Evropští konzervativci a reformisté.
Po studiích se vyprofiloval jako aktivista za sjednocení Rumunska a Moldavska, a to až do té míry, že mu Moldavsko zakázalo vstup do země, kde je veden jako persona non grata. V roce 2019 zahájil svou politickou kariéru, kdy coby nezávislý kandidát kandidoval do Evropského parlamentu. Ve volbách neuspěl, ale získal přes sto tisíc hlasů a následně založil stranu Alianța pentru Unirea Românilor (Svaz pro sjednocení Rumunů). Ta si klade za cíl sjednocení všech Rumunů žijících v okolních zemích s Rumunskem, zejména v Moldavsku. Se svým důrazem na etnicitu byla označena za protimaďarskou, fašistickou, neofašistickou, konzervativní, proruskou a antisemitskou. V parlamentních volbách v roce 2020 strana překvapivě získala 9 % hlasů a stala se tehdy čtvrtou nejsilnější rumunskou stranou. Ve volbách v roce 2024 ještě posílila, získala 18 % hlasů a stala se druhou nejsilnější rumunskou stranou.

## Biografie

### Osobní život
Simion se narodil v roce 1986 ve městě Focșani v té době v Rumunské socialistické republice. Oba jeho rodiče byli ekonomové, přičemž jeho otec pracoval v bance.  Podle některých médií je Simion romského či židovského původu, což však on sám vyvrací.

### Studia
V roce 1995 se George Simion účastnil otevření první fast food restaurace McDonald's v Rumunsku, což později označil za velmi formující zkušenost vůči jeho náhledu na postkomunistické Rumunsko.
V roce 2008 vystudoval bakalářský obor podnikání na Bukurešťské univerzitě a v roce 2010 získal magisterský titul z historie na Univerzitě Alexandra Ioana Cuzy. Během studií byl aktivní ve spolcích propagujících rumunskou historii a kulturní dědictví.

### Aktivismus
Minimálně od roku 2004 se účastnil manifestací k připomínkám Rumunské revoluce z roku 1989. V téže době sprejoval ve veřejném prostoru graffiti nápisy „Besarábie je Rumunsko“. V roce 2008 na pozvání senátora Pétera Ecksteina-Kovácse ze strany Demokratický svaz Maďarů v Rumunsku navštívil rumunský parlament. Během návštěvy měl konfrontaci se senátorem Șerbanem Nicolaem, kterého označil za neokomunistu a podporovatele Iona Iliesca. Simion byl kritikem Iliesca, kterého označil za „zločince roku 1989“ a účastnil se několika protestů.
V dubnu 2011 založil Action 2012, sdružení několika neziskových organizací, které prosazovaly sjednocení Rumunska a Moldavska. V roce 2012 organizoval demonstraci v moldavském městě Bălți pod mottem „Bălți působí rumunsky“. Poté se zapojil do moldavských protestů z let 2015 a 2016. V roce 2015 byl z Moldavska migračními úřady vyhoštěn a zpravodajské služby ho označily za potenciální bezpečnostní hrozbu. V roce 2018 pořádal rozsáhlý pochod k připomínce sta let od tzv. Velké unie, tj. od spojení Rumunského království s okolními regiony s rumunskou menšinou (Besarábie, Bukovina, Sedmihradsko). Během dvouměsíčního pochodu měli účastníci sbírat podpisy pod petici požadující referendum o sjednocení Rumunska a Moldavska.

### Politická kariéra

Simion s českým premiérem Petrem Fialou belgickým premiérem Bartem de Weverem a italskou premiérkou Gorgiou Meloniovou v Bruselu 20. března 2025

V roce 2019 kandidoval coby nezávislý kandidát ve volbách do Evropského parlamentu. Nezávislou kandidaturu vysvětloval skepticismem vůči zavedeným rumunským politickým stranám. V Evropském parlamentu chtěl hledat spojence pro sjednocení Rumunska s Moldavskem. Sloganem jeho volební kampaně bylo „Velké Rumunsko v Evropě“. Současně sliboval, že bude hájit práva rumunské menšiny v Srbsku a na Ukrajině a postaví se za práva rumunské diaspory žijící v Evropské unii. Mezi další cíle patřila výstavba dálnic propojujících Rumunsko s Moldavskem. Ve volbách neuspěl, nicméně získal přes sto tisíc hlasů.
V září 2019 založil politickou stranu Alianța pentru Unirea Românilor. Strana následně kandidovala v komunálních volbách, ve kterých získala několik měst, a následně v parlamentních volbách v roce 2020, ve kterých obdržela 9 % hlasů. Rychlý nástup strany byl vysvětlován úspěšnou kampaní na sociálních sítích. Už v té době byla strana označována za krajně pravicovou.
V roce 2020 čelil kritice za to, že na kandidátní listině jeho strany kandidovali dva bývalí vojenští důstojníci, kteří se v roce 1989 podíleli na potlačování rumunské revoluce.
Ve volbách do Evropského parlamentu v roce 2024 jeho strana vytvořila předvolební alianci s několika menšími stranami. Ve volbách získaly 15 % hlasů a šest mandátů. V národních parlamentních volbách 2024 byl Simion znovuzvolen coby poslanec.
V roce 2024 také kandidoval v prezidentských volbách, ve kterých se umístil na čtvrtém místě se ziskem 13,86 % hlasů. Simion následně vyjádřil podporu krajně pravicovému politikovi Călinovi Georgescuovi, který ve volbách zvítězil. Po soudní anulaci voleb (kvůli ruskému vlivu), Simion uvedl, že se soud dopustil ústavního převratu, který zorganizovala rumunská politická elita. V opakovaných volbách v roce 2025 soud zamítl kandidaturu Georgescua a Simion byl považován za nového favorita. V prvním kole voleb se umístil na prvním místě se ziskem 40,96 % hlasů. Do druhého kola s ním postoupil primátor Bukurešti Nicușor Dan, který nakonec zvítězil. Simion v druhém kole obdržel 46 %. Podporu v prezidentských volbách mu vyjádřili italská premiérka Georgia Meloniová, maďarský premiér Viktor Orbán či bývalý polský premiér Mateusz Morawiecki.
Simion po volbách oznámil, že hodlá podat Ústavnímu soudu žádost o anulaci voleb. Současně obvinil Francii a Moldavsko z vměšování do voleb. Soud stížnost zamítl coby neopodstatněnou.

## Politické postoje
Simion v minulosti pronášel protimaďarské výpady. Vyjadřoval se pohrdlivě o hrobech maďarských vojáků, maďarské menšině a jako fotbalový fanoušek skandoval slogany o vyhnání Maďarů z Rumunska. Přes antimaďarské naladění ho ale podpořil maďarský premiér Viktor Orbán.
Je obdivovatelem italské premiérky Giorgie Meloniové.
Je dlouhodobým kritikem Zelené dohody pro Evropu.
Považuje se za euroskeptika, který je však pro setrvání Rumunska jak v EU, tak i v NATO. Evropskou unii vnímá jako společný ekonomický prostor.
Je odpůrcem uzákonění stejnopohlavního manželství.
V roce 2023 se sešel s politikem z izraelské pravicové strany Likud. Během jednání vyjádřil lítost z rumunské účasti na holokaustu. Slíbil podporu boji s antisemitismem a současně podpořil další izraelské osadnictví Západního břehu Jordánu. Vyjádřil se, že podporuje „historické právo židovského národa budovat a žít v komunitách a městech v Judeji a Samaří, kolébce dějin židovského národa od dob Bible“.
V době ruské invaze na Ukrajinu (2022) označil ruského prezidenta Vladimira Putina za válečného zločince a volal po přísnějších mezinárodních sankcích na Rusko. Nicméně v listopadu 2024, po zvolení Donalda Trumpa prezidentem USA, vyjádřil nesouhlas s další vojenskou podporou Ukrajiny ve válce s Ruskem. Simion původně označoval Rusko za „velkou hrozbu pro Evropu“, zvláště pro východní země, nicméně kladl důraz na spojenectví s USA a postojem Donalda Trumpa v této věci. V březnu 2025 Simion otočil a uvedl, že Rusko nepředstavuje pro země NATO hrozbu. Již v listopadu 2024 Služba bezpečnosti Ukrajiny uložila Simionovi tříletý zákaz vstupu na území země, což odůvodnila „dlouhodobými protiukrajinskými aktivitami“. Simion to odmítl a řekl, že jde o represi za jeho podporu rumunské menšiny na Ukrajině.
V lednu 2025 se účastnil druhé inaugurace Donalda Trumpa ve Washingtonu. Je označován za trumpistu a přívržence jeho hnutí MAGA. Krátce poté se účastnil konzervativní konference Conservative Political Action Conference (CPAC) v Marylandu.

## Osobní život
K roku 2025 žil Simion v garsonce o rozloze 52 metrů čtverečních v Bukurešti, přičemž údajně věnoval 90 % svého poslaneckého platu na občanské účely související s Rumunskem nebo Rumuny. Ve svém majetkovém přiznání pro prezidentské volby v roce 2025 se Simion zařadil mezi kandidáty s nejmenším osobním majetkem.
Dne 27. srpna 2022 se na veřejném pravoslavném obřadu v Bukurešti oženil se 24letou Ilincou Munteanu. Dne 24. dubna 2024 porodila Ilinca první dítě, chlapce jménem Radu, který byl pokřtěn v Gura Humorului dne 5. července se soukromou oslavou s asi tisícem hostů.